# تیران (آمل)
تیران، روستایی است از توابع بخش لاریجان شهرستان آمل در استان مازندران ایران.

## جمعیت
این روستا در دهستان لاریجان سفلی قرار داشته و براساس آخرین سرشماری مرکز آمار ایران که در سال ۱۳۸۵ صورت گرفته، جمعیت آن ۳۶ نفر (۱۰خانوار) بوده‌است. مردم تیران از قومیت طبری هستند که ریشه آن به قوم آمارد و قوم تپوری می‌رسد. مردم تیران به زبان طبری (مازندرانی) و گویش آملی سخن میگویند.